# Ulisse riconosciuto da Euriclea
Ulisse riconosciuto da Euriclea, in francese Ulysse reconnu par sa nourrice à son retour de Troie (letteralmente, Ulisse riconosciuto dalla sua nutrice al suo ritorno da Troia), è un dipinto ad olio su tela realizzato dall'artista francese William-Adolphe Bouguereau nel 1849.
Di dimensioni 134 x 167 cm, è conservato al Musée des Beaux Arts di La Rochelle.

## Storia
Il dipinto fu realizzato in occasione del Prix de Rome del 1849, il cui tema era proprio il riconoscimento di Ulisse. Bouguereau non vinse il premio, che fu invece assegnato a Gustave Boulanger.
Non essendo stata scelta dai membri della giuria, l'opera fu donata da Bouguereau al dipartimento della Charente Inferiore e alla città di La Rochelle, come simbolo di riconoscenza per i finanziamenti ricevuti.

## Descrizione
L'opera raffigura il passo dell'Odissea in cui Ulisse, di ritorno dalla Guerra di Troia, arriva alla corte di Itaca fingendo di essere un mendicante. A riconoscerlo è solamente Euriclea, la sua vecchia balia, che, lavandogli i piedi, riconosce una vecchia cicatrice che Ulisse si era procurato da giovane.
Ulisse e Euriclea dominano la scena. La vecchia balia appare sorpresa e vorrebbe annunciare il ritorno di Ulisse, ignara del fatto che egli voglia serbare l'incognito; Ulisse però reagisce prontamente, tappandole la bocca con la mano destra, mentre con il braccio sinistro la trattiene. Per via di questo movimento improvviso, il piede destro di Ulisse rovescia il vaso nel quale la vecchia lo stava lavando.
In secondo piano si delineano figure appartenenti alla corte, probabilmente ancelle, mentre lo sfondo è caratterizzato dalla presenza di edifici classici e colonne di ordine ionico.